# Sabellaria fosterae
Sabellaria fosterae är en ringmaskart som beskrevs av Kirtley 1994. Sabellaria fosterae ingår i släktet Sabellaria och familjen Sabellariidae. Inga underarter finns listade i Catalogue of Life.